# Help! (песня)
«Help!» (с англ. — «На помощь!») — песня группы «Битлз», впервые выпущенная в виде одноимённого сингла; заглавная композиция альбома Help!. Песня написана Джоном Ленноном (приписана Дж. Леннону и П. Маккартни) и была записана 13 апреля 1965 года. Песня звучит также и в одноимённом фильме. В 2004 году песня заняла 29 позицию в рейтинге «500 величайших песен всех времён» по версии журнала Rolling Stone.

## Создание песни
Джон Леннон написал эту песню, чтобы выразить весь тот стресс, в котором он оказался из-за быстрого роста популярности Битлз. По оценке музыкального критика Иэна Макдоналда, эта песня стала «первой трещиной в защитной оболочке», которую Леннон воздвиг вокруг своего внутреннего мира, пока Битлз шли к славе; песня стала также важной вехой в развитии его авторского стиля.
В 1970 году в серии интервью «Воспоминания Леннона» (для журнала «Rolling Stone») Джон сказал, что эта песня является одной из его самых любимых, правда, ему хотелось, чтобы песня была записана в более медленном темпе. Леннон сказал также, что по его ощущениям «Help!» и «Strawberry Fields Forever» являются самыми искренними песнями Битлз, а не просто песнями на заказ.
Песня имеет довольно простую структуру и является одной из немногих песен «Битлз», в которых все три куплета и припева объединяются без использования бриджа или соло.

## Запись
Песня была записана за 12 попыток 13 апреля 1965 года на студии Эбби Роуд. Первые восемь записей были чисто инструментальными. Затем группа записала голоса, бубен и гитарные пассажи в конце каждого рефрена.

### В записи участвовали
- Джон Леннон — вокал (две партии, сведённые в одну), акустическая гитара
- Пол Маккартни — бас-гитара, подголоски
- Джордж Харрисон — гитара-соло, подголоски
- Ринго Старр — ударные

## Варианты
Песня сначала была размещена на одноимённом сингле (на обратной стороне которого была песня «I’m Down»), который был выпущен в продажу 19 июля 1965 в США и 23 июля в Великобритании (за несколько недель до выпуска альбома). Между альбомной версией и синглами имеются небольшие отличия. Песня вошла также в альбомы-антологии «1962—1966» и «1».

## Живые представления
The Beatles исполнили «Help!» в прямом эфире 1 августа 1965 года в эфире «Blackpool Night Out», который был включен в альбом Anthology 2 и показан во время документального фильма The Beatles Anthology. 14 августа группа записала живое исполнение песни и пять других песен для Шоу Эда Салливана, транслируемого в следующем месяце; Шоу доступно на DVD «4 полных шоу Эда Салливана с участием The Beatles».
«Help!» был включен в сет-лист американского турне The Beatles 1965 года. Выступление 15 августа на стадионе Ши было показано в документальном фильме 1966 года «„Битлз“ на стадионе Ши», хотя звук песни был перезаписан перед выпуском. Выступление группы 29 августа в Hollywood Bowl было выбрано для альбома 1977 года The Beatles at the Hollywood Bowl. Заключительное живое концертное выступление «Help!» состоялось в декабре 1965 года во время турне The Beatles по Великобритании, после чего группа никогда не исполняла её вживую.

## Судьба песни
Песня быстро стала популярной и на протяжении трёх недель занимала первые места в хит-парадах как в Великобритании, так и в США. В 2004 году песня заняла 29 позицию в рейтинге «500 величайших песен всех времён» по версии журнала Rolling Stone.
Песня неоднократно перепевалась многочисленными исполнителями, в том числе:
- Оркестром Каунта Бэйси в 1966 году была сделана джазовая версия песни, вошедшая в альбом Basie’s Beatle Bag).
- Группой «Deep Purple» на их альбоме «Shades of Deep Purple» (1968 г; версия Deep Purple по сравнению с оригиналом более медленная).
- Бразильским исполнителем Каэтану Велозу на его альбоме «Joia».
- Группой «The Damned» на B-стороне их сингла «New Rose».
- В 1984 году кавер-версия песни была записана Тиной Тёрнер совместно с группой «The Crusaders».
- В 1985 году компания Ford использовала песню «Help!» для рекламы своей линии Lincoln-Mercury. Это был первый случай использования песни «Битлз» в подобных целях; по некоторым данным за право использовать песню компания Ford выплатила сумму в 100 тысяч долларов.
- В 1990 году песня была исполнена Кайли Миноуг на концерте в память Дж. Леннона в Ливерпуле.
- В 1996 году песня была записана для альбома «Четыре ночи в Москве» (трибют-альбом группы «Любэ»)[15].
- В 2011 году итальянская группа Vanilla sky записала кавер-версию песни для своего альбома «Punk is dead»[16].
- В 2013 году швейцарская группа Krokus записала кавер-версию песни для своего альбома «Dirty Dynamite».
- Российская группа «Louna» также записала кавер-версию этой песни.
- Канадская пост-хардкор группа Silverstein записала свою версию данной песни.

Некоторые строчки из песни («Won’t you please, please help me?», «Help, we need somebody, help, not just anybody, help, we need…») нередко цитируются или обыгрываются в англоязычных произведениях массовой культуры (например, они были процитированы в отдельных сериях сериалов «Полный дом», «Дуракам везёт», мультсериала «Суперкрошки», а также в мультфильме самих «Битлз» «Жёлтая подводная лодка»).
Интересно, что в 80-90-е годы у советских студентов существовал своеобразный обряд, связанный с песней «Help!». Считалось, что если непосредственно перед экзаменом (к примеру, перед выходом из дома) прослушать её стоя навытяжку, то успешная сдача экзамена практически обеспечена. Также для этого подходила песня «Sgt. Pepper’s Lonely Hearts Club Band (Reprise)». Последнее уточнение имеет значение: как считалось, её вступительный вариант почему-то не действует.
27 июня 2020 года американская певица Майли Сайрус исполнила песню «Help!» на открытом стадионе в рамках виртуальной акции «Global Goal: Unite for Our Future».